# بيلفيل (جورجيا)
بيلفيل (بالإنجليزية: Bellville, Georgia)‏ هي مدينة تقع في مقاطعة إيفانز، جورجيا بولاية جورجيا في الولايات المتحدة. تبلغ مساحة هذه المدينة 2.5 (كم²)، وترتفع عن سطح البحر 56 م، بلغ عدد سكانها 123 نسمة في عام 2010 حسب إحصاء مكتب تعداد الولايات المتحدة.

## وصلات خارجية
- Cities & Counties - Georgia.gov